# Pemphis acidula
Pour les articles homonymes, voir Bois matelot.
Espèce
Statut de conservation UICN

 LC  : Préoccupation mineure
Pemphis acidula est une espèce de plantes à fleurs de la famille des Lythraceae. C'est un arbuste naturellement présent sur de nombreux rivages tropicaux de l'océan Indien et de la partie occidentale et centrale de l'océan Pacifique.
S'accommodant d'une forte salinité de l'air, il caractérise souvent les formations arbustives littorales, notamment sur sables ou rochers calcaires.

## Description

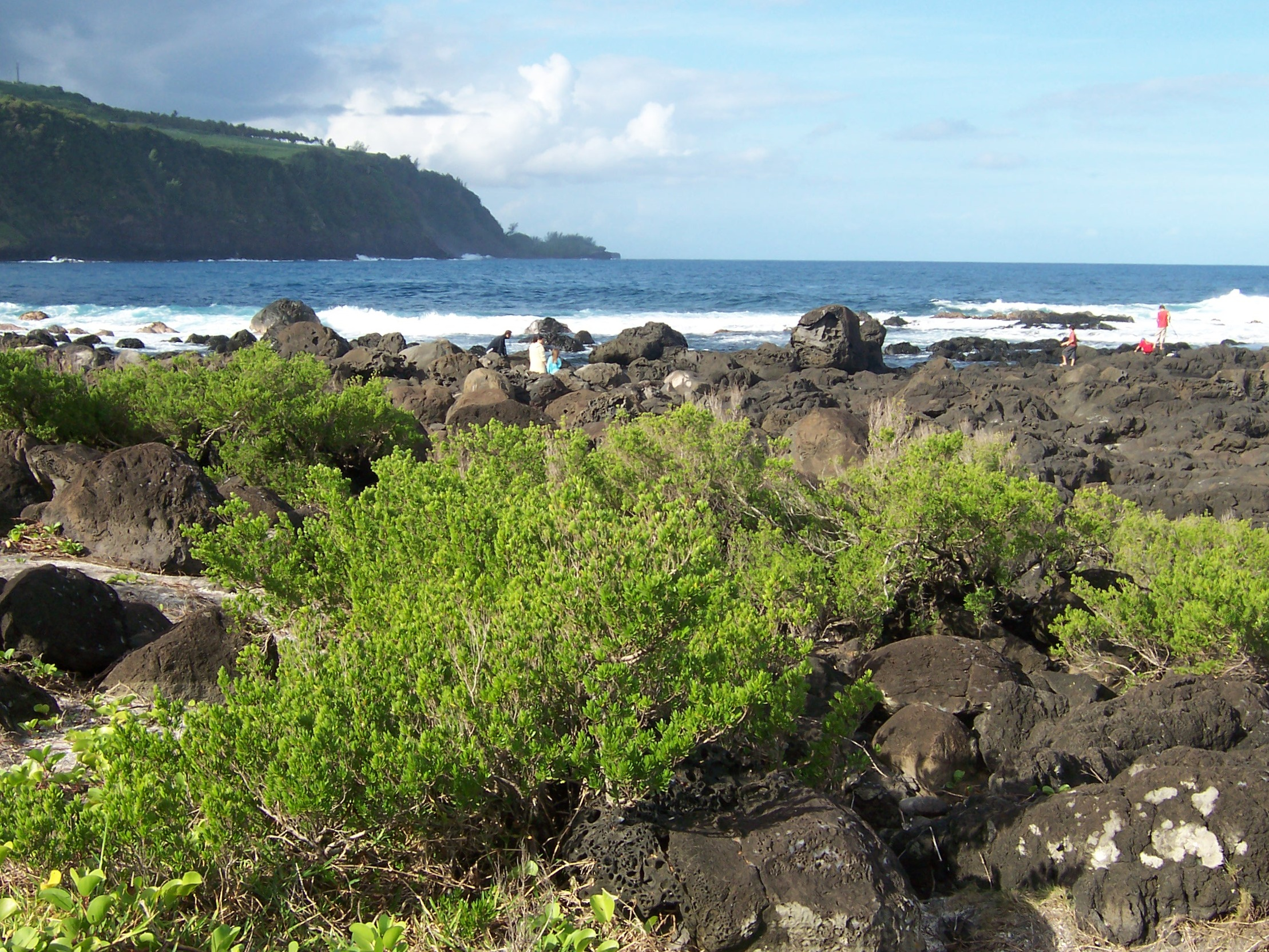
Buissons de "bois matelot" sur le littoral sud de La Réunion.

### Aspect général
L'espèce se présente comme un buisson dense. Sa taille varie en fonction de l'exposition au vent.

### Feuilles

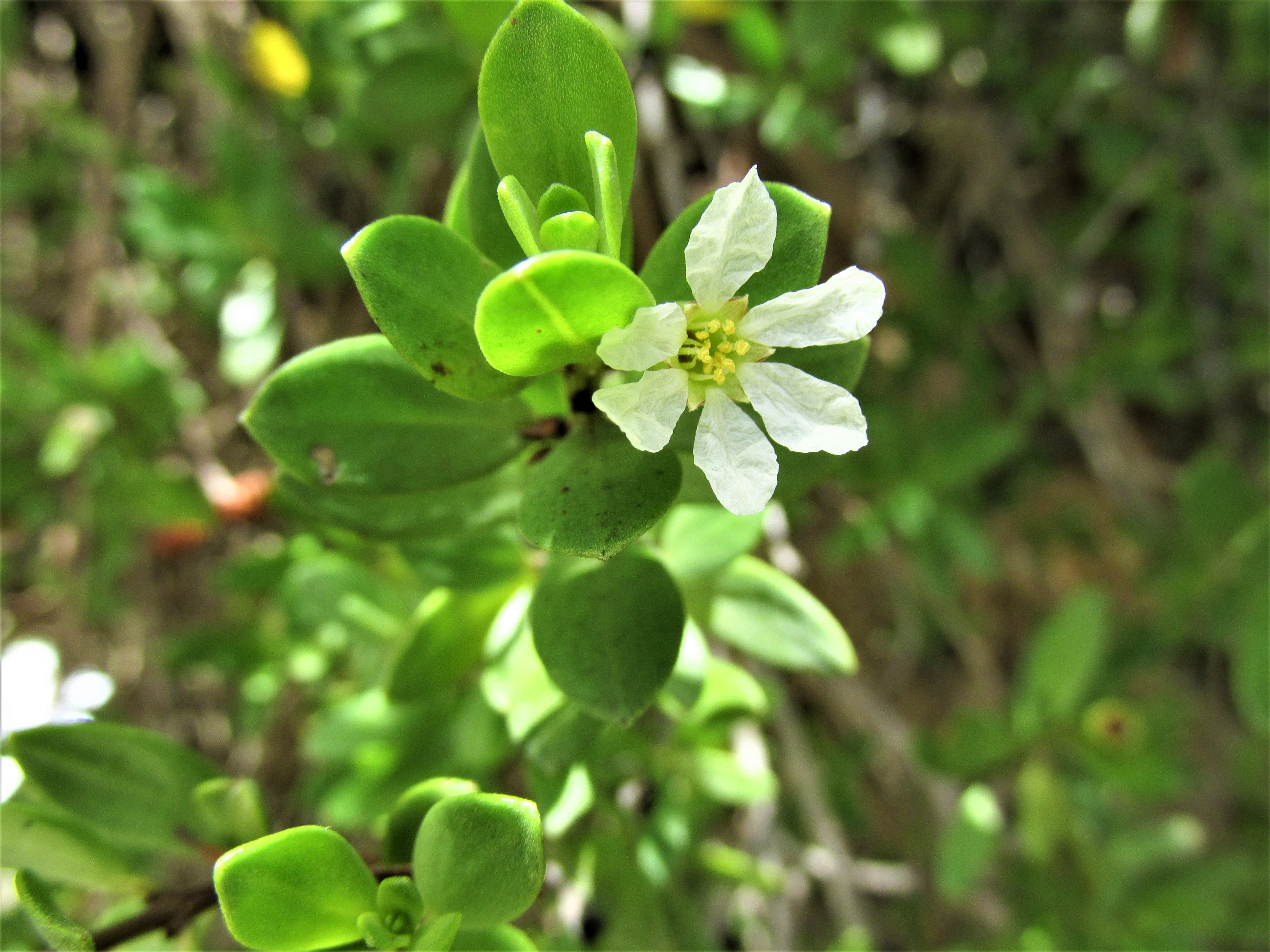
Fleur en Nouvelle-Calédonie.

### Fleurs
Les fleurs sont blanches, leurs corolles sont fragiles et froissées. Elles sont mellifères.

## Intérêts écologiques
Cette espèce freine l'érosion marine et offre un refuge aux oiseaux marins.

## Usages
Le bois très dur de cette espèce est utilisé pour sculpter de petits objets.

## Noms vernaculaires
Il est connu à La Réunion et à Maurice sous le nom de bois matelot, en Polynésie sous celui de miki miki.
On l'appelle aussi faux romarin du bord de mer.